# Beppie Melissen
Beppie Melissen (Mijdrecht, 26 de maio de 1951) é uma atriz neerlandesa. Ela ganhou o prêmio Bezerro de Ouro de Melhor Atriz por seu papel no filme Kapsalon Romy de 2019.

## Carreira
Melissen é conhecida por seu papel de Cor Hogenbirk na série de televisão Gooische Vrouwen, no filme Gooische Vrouwen de 2011 e sua sequência de 2014. Por seu papel no filme Gooische Vrouwen, ela ganhou o prêmio Bezerro de Ouro de Melhor Atriz Coadjuvante. Em 2012, Melissen também apresentou o talk show spin-off Villa Morero com Peter Paul Muller e ambos entrevistaram, pessoalmente, dois convidados em cada episódio. O programa não fez muito sucesso e não teve uma segunda temporada.
Em 2020, ela ganhou o prêmio Bezerro de Ouro de Melhor Atriz por seu papel no filme dramático de 2019 Romy's Salon.

## Filmografia parcial
- 1992: The Pocket-knife
- 1996: Punk Lawyer
- 2008: Vox populi
- 2011: The Heineken Kidnapping
- 2022: Zwanger & Co
- 2023: Rocco & Sjuul